# Marina Alta
Marina Alta er en comarca i den spanske provins Alicante, Valencia.

## Byer
- Adsubia
- Alcalalí
- Beniarbeig
- Benidoleig
- Benigembla
- Benimeli
- Benissa
- Benitachell/El Poble Nou de Benitatxell
- Calp
- Castell de Castells
- Dénia
- Gata de Gorgos
- Xaló
- Llíber
- Murla
- Ondara
- Orba
- Parcent
- Pedreguer
- Pego
- Els Poblets
- El Ràfol d'Almúnia
- Vergel
- Sagra
- Sanet y Negrals
- Senija
- Teulada
- Tormos
- La Vall d'Alcalà
- La Vall d'Ebo
- La Vall de Gallinera
- La Vall de Laguar
- Xàbia

38°46′23″N 0°05′01″Ø / 38.77306°N 0.08361°Ø